# Битка на линији Марет
Битка на линији Марет или битка код Марета била је напад у британске Осме армије (генерал Бернард Монтгомери) у Тунису у Другом светском рату, против линије Марет коју је држала италијанско-немачка Прва армија (генерал Ђовани Месе). То је била прва велика операција Осме армије од Друге битке код Ел Аламејна 4 1/2 месеца раније. Дана 19. марта 1943, операција Пугилист, први британски напад, успоставио је мостобран, али је покушај пробоја био поражен противнападима Осовине. Пугилист је успоставио алтернативну руту напада и испланиран је Operation Supercharge II, обухватни маневар кроз пролаз Тебага. Монтгомери је појачао обухватни напад који је од 26. до 31. марта натерао Прву армију Осовине да се повуче у Вади Акарит, још 64 km назад у Тунису.

## Позадина
Америчке и британске снаге пристале су на неколико тачака дуж обале француског Марока и Алжира 8. новембра 1942. године, током операције Бакља. Ово је дошло само неколико дана након продора Британске Осме армије (генерал-потпуковник Сир Бернард Монтгомери) након Друге битке код Ел Аламеина. Као одговор, немачке и италијанске трупе су пребачене са Сицилије да окупирају Тунис, једно од ретких лако одбрањивих подручја Северне Африке и једну ноћ пловидбе из база на Сицилији. Овај кратки пролаз је веома отежао савезничким бродовима да пресретну транспорте Осовине, док је ваздушно пресретање једнако отежано, јер је најближа аеродромска база Савезника Тунису, на Малти, била далеко више од 320 km.
Трка за Тунис у новембру и децембру 1942. је термин за покушај Савезника да се до Туниса дође пре доласка немачких и италијански појачања. Због лоших путних и железничких комуникација, могао је бити пребачен само мали део савезничке војске, величине једне дивизије, а на одличном одбрамбеном терену мали број немачких и италијанских трупа био је довољан да порази тај покушај. Јачање савезничких снага настављено је, више авиона је постало доступно и изграђени су нови аеродроми у источном Алжиру и Тунису. Савезници су смањили проток војника и опреме Осовине у Тунис и Бизерту, али значајна сила Осовине већ је била искрцана.
Дана 23. јануара 1943. Осма армија је заузела Триполи, главну базу снабдевања Ервина Ромела. Ромел је планирао за то, пребацивши своју линију снабдевања у Тунис и намеравајући да блокира јужни приступ Тунису, из Триполија, у Габесу. Линија Марет, коју је Француска изградила за заштиту од италијанског напада из Либије, била је
... линија застарјелих француских бункера, која ни на који начин није планирана према стандардима који су захтевали савремени ратови....— Ромел
Савезничке снаге су већ прешле планине Атлас и поставиле истурену базу на Фаиду, у подножју источног крака планина, изврсну позицију да продру на обалу, одсеку снаге Осовине у јужном Тунису од снага даље на северу, и прекину линију снабдевања Туниса.

## Увод
Након Друге битке код Ел Аламеина Ервин Ромел је направио планове да се снаге Осовине повуку преко Либије и да се укопају испред старих француских утврђења линије Марет. Снаге Осовине би контролисале два природна улаза у Тунис на северу и југу, са лако одбрањивим планинским пролазима између њих. У јануару су ти делови немачко-италијанске Оклопне армије на одбрани Марета преименовани у Прву италијанску армију (генерал Ђовани Месе), одвојени од јединица (укључујући остатке Африка Корпуса) насупрот Западног Дорзала. Дана 23. јануара 1943. године, Осма армија је заузела Триполи, док је војска Осовине која се повлачила кроз Либију већ била на путу ка позицији Марета. Део 2. корпуса САД прешао је у Тунис кроз пролазе на планинама Атлас из Алжира, контролишући унутрашњост троугла који су формирале планине. Њихов положај подстакао је могућност продора источно према Сфаксу на обали, како би од Арнимових снага на северу око Туниса одсекли Прву италијанску армију у Марету.

### Офанзива Осовине на северу
Ромелове оклопне снаге нанеле су у фебруару 1943. тежак пораз америчком 2. корпусу у биткама код Сиди Боу Зида и Касеринског пролаза. 22. фебруара Ромел и Кеселринг, суочени са ојачавањем савезничке одбране и вестима да су водећи елементи Осме армије коначно стигли до Меденина, само неколико километара од линије Марет, одлучили су да прекину напад на северу Туниса и повуку се на југ ради подршке одбрани Марета, надајући се да је напад код Касерина изазвао довољно штете како би спречио било какву офанзивну акцију са запада. Снаге Осовине из Касерина стигле су на линију Марет 25. фебруара.

### Офанзива Осовине на југу
Дана 6. марта напад немачких оклопних дивизија на британску Осму армију одбијен је у бици код Меденина. Након битке Ромел је отишао у Немачку да захтева повлачење снага Осовине из Северне Африке, а за новог заповедника снага Осовине у Африци постављен је Ханс Јирген фон Арним.

### Терен
Изломљени терен јужног Туниса, са тешким стеновитим линијама гребена и пустињом, ограничио је маневрисање; насупрот заливу где се северо-јужна обала отвара на истоку, полусушна обална равница среће према унутрашњости планине Матмата, које се протежу од југа према северу. Преко равнице у линији отприлике од југозапада ка североистоку била је Маретска линија, утврђења која су Французи изградили тридесетих година. На северу, брда и линија утврђења завршавала се на пролазу Тебага, ниском прелазу између Матмата брда и Џебел Тебага, још једне линије брда западно од пролаза, која се пружала од истока према западу.  Северно и западно од Тебага пролаза је слано језеро Шот ел Џерид, а западно од брда Матмата је сува област Џебел Дахар, а затим непроходни песак Великог источног ерга. Габес лежи на обали, где се равница среће са путем из Тебага пролаза. Северно од Габеса, пут до пролаза код Сфакса између мора и језера Шот, био је једини пут на север за Осму армију, и био је блокиран линијом Марет. 
Линија Марет пратила је линију Вади Зигзау, природну препреку за тенкове са стрмим обалама високим до 21 м; северозападна страна је била утврђена од стране Француза и накнадно ојачана. Вади прелази обалну равницу од Зарата до Тоујане и у Матмата брда изнад. Године 1938. Француска је оценила Џебел Дахар као непреходан за моторизовани саобраћај и тако није проширила линију Марет даље у унутрашњост, али 1943. моторна возила су имала много боље перформансе. Британци су имали предност зато што је генерал Жорж Катро, дизајнер и командант линије Марет у 1930-им био доступан у Алжиру, како би пружио информације и савете за напад.  У првобитном плану, Монтогмери је написао: "... циљ операције Пугилист је да уништи непријатеља који се супротставља Осмој армији у Марет линији и да напредује и заузме Сфакс". 

## Битка

### Операција Пугилист
Монтгомери је у ноћи 19. и 20. марта 1943. године покренуо операцију Пугилист против линије Марет. Елементи британске 50. пешадијске дивизије (из 30. корпуса) пробили су део линије (који су држали Италијани) и успоставили мостобран западно од Зарата 20. и 21. марта. Одлучни контранапад 15. оклопне дивизије уништио је џеп, и поново успоставио линију до 22. марта.
1. корпус је припремио нови напад према Талуфу, у којем је 4. индијска пешадијска дивизија извела ноћни напад 23. и 24. марта око унутрашњег краја фронта. То се поклопило са широким маневром "леви кроше" који је Монтгомери планирао.[11]

#### Леви кроше
Почетком јануара 1943. британска извиђачка патрола нашла је пролаз у Џебел Дахар, који је добио име Вајлдеров пролаз. Каснија патрола продрла је у Тебага пролаз, показавши да је рута практична. Та патрола је демонстрирала слабост одбране Осовине, идући даље према северу до Гафса и 2. фебруара, ступила је у контакт са Првом армијом која је напредовала са запада (из Алжира). Монтгомери је ојачао 2. новозеландску дивизију (генерал-потпуковник Бернард Фреиберг) и преименовао је у Новозеландски корпус, за напад кроз брда Матмата, преко Вајлдеровог пролаза, у Џебел Дахар, са јединицама скривеним од извиђања Осовине. Штаб 10. корпуса (генерал-потпуковник Брајан Хорокс) подељен је да обезбеди адекватно особље штаба за новозеландски корпус, што је узроковало одређено трвење између два генерала. 
Напад НЗ корпуса планиран је у три фазе, од 19. марта, 32 km ноћног марша до Вади бел Крехеба, друге ноћи марш од 64 km до близу Тебага пролаза, а затим заузимање улаза у пролаз у зору 21. марта или што је пре могуће након тога. Корпус би затим прешао у Ел Хаму, која је надвисивала обалски пут северно од Габеса. Крило напада било је заштићено од стране Слободних француских снага (генерал Филип Леклерк) и 1. краљевске драгонске гарде. Напад 10. корпуса од Ел Хаме до Габеса одсекао би италијанску 1. армију која је бранила позиције Марета и обезбедио НЗ корпусу могућност да напредује до Сфакса, 130 km уз обалу од Габеса, са пристаништем на западној страни града. 
Током планирања, нагласак је стављен на потребу изненађења и способност "муњевитог рата" против положаја Осовине. Корпус је имао релативно мало пешадије и ослањао се на своју артиљерију да би разбио концентрацију и морал трупа Осовине. Учињени су обимни напори за координацију ваздушне подршке ловаца и бомбардера. Истовремени фронтални напад од стране 30. корпуса на линији Марет поделио би пажњу непријатеља и ометао контра-напад Осовине. 2. амерички корпус Прве армије, напредујући са запада преко Ел Гветара, имао је да угрози комуникације Осовине и задржи појачања са подручја Сфакс. 

#### Пролаз Тебага
Новозеландски корпус напао је трупе Осовине у Тебага пролазу 21. марта, али напредак у наредна четири дана против 164. лаке дивизије "Африка" и 21. оклопне дивизије је био веома спор, иако је улаз у пролаз био осигуран. На линији Марет, 30. корпус је направио одређени напредак, али није било пробоја. Дана 23. марта, Монтгомери је упутио 1. оклопну дивизију (из 10. корпуса) да појача НЗ корпус из резерве, где је чекала да експлоатише очекивани пробој било од стране 30. корпуса или НЗ корпуса, и генерала Хорокса, с главним штабом 10. корпуса да преузме контролу над операцијама у пролазу Тебага. 

### Операција Велико Пуњење
Дана 26. марта, 10. корпус (генерал-потпуковник Брајан Хорокс) је обишао брдо Матмата, заузео пролаз Тебага и град Ел Хама на северном крају линије у Операцији Велико Пуњење 2 (Operation Supercharge II), чинећи Маретову линију неодрживом. Наредног дана противтенковски топови немачких и италијанских јединица зауставили су напредак 10. корпуса, како би стекли време за повлачење.

#### План
Операција Велико Пуњење II је планирана да започне у поподневним сатима 26. марта, sa прелиминарном операцијом у ноћи 25. и 26. марта за заузимање узвишице 184. Новозеландски корпус је требало да нападне у пролазу Тебага на фронту од две бригаде, и заузме положаје Осовине од Џебел Тебага до Џебел Мелаба, што би експлоатисала 1. оклопна дивизија. Након прикупљања у току ноћи и лежања на скривеним положајима цели дан, 5. новозеландска бригада је требало да нападне на десну, а 6. НЗ бригаду на леву страну, чему би претходила 8. оклопна бригада и артиљеријска припрема од стране оба корпуса. Нападајуће трупе су имале да се заузму узвишицу 2.000 јарди (1.800 м) напред, а затим и други циљ у вадију 2.300 м даље. 1. оклопна дивизија, коју је предводила 2. оклопна бригада, требало је да прође у 18:15 на положај око 3.000 јарди (2.700 м) после крајњег циља Новозеландског корпуса, и чим је месец изађе (око 23:15), напредује на Ел Хаму.
Тешки бомбрдери РАФ-а би почели узнемиравање бранилаца Осовине које је предводио Генерал Месе ноћ раније, са нападима на саобраћај и комуникације до 15.30 часова. Дневни бомбардери би потом почели бомбардовање са ниских надморских висина, доприносећи дезорганизацији Осовине, а затим и таласи ловаца-бомбардера сваких 15 минута током 2 1/2 сата. Ловци Спитфајер ће пратити бомбардере и ловце-бомбардере, а остатак Северозападне афричке тактичке авијације (НАТАФ) би бомбардовао аеродроме Осовине. Официр за осматрање РАФ-а је требало да наводи пилоте тако што је именовао оријентире, означавајући циљеве црвеним и плавим димом; пријатељске трупе су користиле наранџасти дим, а артиљерија је испаљивала димне бомбе како би сигнализирала авионима. Дана 24. марта, Арним је посумњао да је напад Осме армије вероватан, али је више бринуо за Макнаси даље на северу. Упркос спором напретку Британаца на југу, Арним је желео да се 1. армија повуче у Вади Акарит 25. марта, али Либенштајн и Месе су желели контра-напад са 15. оклопном дивизијом. Претња Макнасију и могућност да 2. амерички корпус досегне Габес и одсече 1. италијанску армију, значила је да се морају повући из Марета, а затим из Тебаге..

#### Битка
Узвишицу 184 заузео је у 2:50 ујутро 21. новозеландски батаљон, а савезничка артиљерија отворила је ватру у 16:00. Напад је започео са 8. оклопном бригадом, праћеном оклопним транспортерима, а затим пешадија пешке. Изгледало је да 164. лака и 21. оклопна дивизија нису очекивале напад по дану и биле су изненађене; залазак сунца, ветар и прашина су отежали осматрање. Британским тенковима је било наређено да пожуре, а пешадија је такође напредовала брзо, стижући на први циљ и настављајући даље, упркос појачању отпора. Један оклопни пук пробио се до Вади Ајсуба иза другог циља, праћен 23. НЗ батаљоном. На левој страни, минско поље заштићено ПТ топовима је заобиђено са обе стране како би се досегао други циљ, чишћењем празнине за 1. оклопну дивизију, упркос многим упориштима Осовине која су остала у близини. 
До мрака је направљен јаз у одбрани; паузирајући до изласка месеца у 23:00, 1. оклопна дивизија напредовала је кроз празнину и брзо се пребацила у Ел Хаму, 32 km на североисток, на пола пута до Габеса на обали. Ујутро 27. марта, 15. оклопна дивизије је упућена из резерве како би напала НЗ корпус на свом десном боку. До 9:00 сати, напад је одбијен, а НЗ корпус напредовао је у брда са десне стране. До вечери 27. марта немачки отпор је сломљен и обезбеђена је линија комуникације са 1. оклопном дивизијом, која је била задржана одбраном Ел Хаме, док су тенкови чекали на месечину. Фреиберг је убедио Хорокса да се НЗ корпус, на путу до Ел Хаме да се повеже са 1. оклопном дивизијом, одвоји десно како би избегао положаје Осовине у Ел Хами и кренуо преко неравног тла директно до Габеса. 
До 28. марта, генерал Месе је наредио да се све снаге Осовине на линији Марет повуку и да се суоче са 10. корпусом и Новозеланђанима на њиховом десном крилу, али задржавајући 1. оклопну дивизију у Ел Хами успео је избећи окружење. Дана 29. марта, НЗ корпус је заузео Габес, што је присилио снаге Осовине на даље повлачење на нову линију, 24 km иза Габеса у Вади Акариту, док су 164. лака, 15. оклопна и 21. оклопна дивизија штитиле одступницу. Ел Хама је евакуисана 29. марта, остављајући пут отворен за 1. оклопну дивизију да напредује према северу са Новозеландским корпусом с десне стране. 

## Последице
У наредних 48 сати браниоци Осовине повукли су се са линије Марет, успостављајући нову одбрамбену позицију од 60 km на северозападу на Вади Акариту код Габеса.
Дана 31. марта, операција Велико Пуњење је прекинута, пошто су губици Осме армије износили 4.000 људи, многи из 50. дивизије, и велики број тенкова; Новозеландски корпус изгубио је 51 тенк и 945 људи.  Корпус је распуштен и његови елементи су подељени између 10. и 30. корпуса.  30. марта Монтгомери је послао следећу поруку Фреибергу,
Најлепше честитам НЗ корпусу и 10. корпусу на одличним резултатима које је постигао "леви кроше". Ови резултати довели су до потпуног распада непријатељског отпора и целог Маретског положаја. Пренесите моје честитке свим вашим официрима и људима, и реците им колико сам задовољан са свим што су учинили.
— Монтгомери
Снаге Осовине, упркос повлачењу у релативно добром реду, изгубиле су преко 7.000 заробљеника, од тога 2.500 Немаца . 15. оклопна дивизија је претрпела многе губитке, 164. лака дивизија Африка изгубила је већину топова и возила. 80. пешадијска дивизија Ла Специа је претрпела губитке од скоро 50%, а 16. пешадијска дивизија Пистоја је скоро уништена, и неколико италијанских дивизија је спојено.  Италијанска 1. армија се повукла у Вади Акарит.